# Уэстбрук (город, Миннесота)
Уэстбрук (англ. Westbrook) — город в округе Коттонвуд, штат Миннесота, США. На площади 2 км² (2 км² — суша, водоёмов нет), согласно переписи 2002 года, проживают 755 человек. Плотность населения составляет 376,3 чел./км².
- Телефонный код города — 507
- Почтовый индекс — 56183
- FIPS-код города — 27-69250[1]
- GNIS-идентификатор — 0654028[2]